# Ruff Draft
Ruff Draft – drugi solowy album amerykańskiego rapera i producenta o pseudonimie Jay Dee. Ukazał się w lutym 2003 nakładem wytwórni Mummy Records. 20 marca 2007, w wytwórni Stones Throw Records, ukazała się rozszerzona o kilka utworów i instrumentale reedycja.

## Lista utworów

### Oryginalna
1. "Intro"
2. "Let's Take It Back"
3. "Reckless Driving"
4. "Nothing Like This"
5. "The $"
6. "Interlude"
7. "Make’em NV"
8. "Interlude"
9. "Crushin' (Yeeeeaah!)"
10. "Shouts"

### Reedycja
CD-1
1. "Intro"
2. "Let's Take It Back"
3. "Reckless Driving"
4. "Nothing Like This"
5. "The $"
6. "Interlude"
7. "Make’em NV"
8. "Interlude"
9. "Crushin' (Yeeeeaah!)"
10. "Shouts"
11. "Intro (Alt.)"
12. "Wild"
13. "Take Notice" (feat. Guilty Simpson)
14. "Shouts (Alt.)"

CD-2
1. "Let's Take It Back Instrumental"
2. "Reckless Driving Instrumental"
3. "Nothing Like This Instrumental"
4. "The $ Instrumental"
5. "Make’em NV Instrumental"
6. "Crushin' Instrumental"
7. "Intro (Alt.) Instrumental"
8. "Wild Instrumental"
9. "Take Notice Instrumental"
10. "Shouts (Alt.) Instrumental"